# 江口雅美
江口 雅美（えぐち まさみ）は、岡山県倉敷市出身の元女子サッカー選手。
ポジションは、FW。

## 来歴
倉敷市児島出身。倉敷市立児島中学校入学後、中学2年の終わりに、古畑和三が指導する総社クンペルFCユースに入り、その後総社高校に進学。サッカー部で、着実に実力をつけた。1995年6月、津山市で行われた全国高校女子サッカー選手権中国予選で、田崎ペルーレFCのスカウトの目に留まり、同年7月のセレクションに参加し、合格。翌1996年、Lリーグ・田崎ペルーレFCに加入し、プレーした。

## 人物
- 岡山県出身選手の、Lリーグ入団は、沢田知代に次いで2人目[1]だった。
- 古畑和三は、スピードとテクニックがあり、ストライカーとしての素質は十分[1]と評している。

## 所属クラブ
- 1991年 - 1992年 総社クンペルFCユース（倉敷市立児島中学校）
- 1993年 - 1995年 総社高校
- 1996年 - ?年 田崎ペルーレFC（※2000年時点で在籍が確認されている[2][3]）